# Lorenzo Herrera
Lorenzo Esteban Herrera (Santa Rosalía, Caracas, Venezuela, 2 de agosto de 1896-Caracas, Venezuela, 21 de enero de 1960) fue un cantante y compositor venezolano de música popular, recordado como uno de los más destacados de la primera mitad del siglo XX en Venezuela.

## Biografía

### Inicios
Fue uno de los tres hijos del matrimonio de Lorenzo Herrera y Cruz Marqfoy de Herrera. Desde muy joven mostró  interés en la música, aun cuando su padre lo obligó a aprender un oficio. El futuro artista así trabajó como zapatero en la zapatería caraqueña La Bota Colorada. Su interés por la actuación y la música, siendo menor de edad lo llevaron a escapar a Curazao para cantar y actuar en esa Isla, donde su hermano mayor Próspero Herrera Marqfoy fue a buscarlo, por orden paterna.
En 1918, el joven artista contrajo matrimonio con Juana Luisa Alfonzo, con quien procreó a sus hijos Lorenzo Eduardo e Hilda, quienes siguieron el camino artístico, siendo el primero cantante lírico y la segunda, cantante popular. Continuó haciendo esfuerzos para darse a conocer, hasta que la compañía de zarzuelas Bracale, le hizo una oferta para integrarse a sus filas y emprender una gira a Cuba. Al llegar a La Habana, la compañía se desintegró, por lo que Herrera realizó una serie de gestiones y logró viajar a Nueva York en 1923 donde residió junto con su familia, en búsqueda de nuevas oportunidades para su proyección musical. En los primeros años no consigue tal propósito y tuvo que trabajar como zapatero y lavando platos, pero gracias a su compatriota, el músico Raúl Izquierdo, logra un contrato para presentarse en el club nocturno El Chico y, posteriormente logró conseguir contratos con las compañías discográficas estadounidenses Victor Talking Machine Company, transformada después en RCA Victor y Columbia Records, entre otras. En esta ciudad compone una gran parte de sus célebres canciones, entre la que se menciona el famoso pasodoble, La Sultana del Ávila. Su popularidad le hizo abrir el paso a otros artistas venezolanos, lo que llevaría a convertirse en secretario general del Sindicato Profesional de Autores y Compositores, donde, junto a la compositora y pianista venezolana María Luisa Escobar, emprendió una lucha por el reconocimiento de los derechos de autor.
En 1931, regresó a Caracas para volver después a Estados Unidos, manteniendo una rutina de viajes entre las dos ciudades sin poder precisar cuando iba a una u otra ciudad, como dijo a periodistas que le entrevistaron a raíz de su nombramiento el 1° de octubre de 1949, como director artístico de la entonces recién establecida, radiodifusora caraqueña Radio Rumbos.

### Carrera musical
En 1935 participa en el film Joropo, producida por un grupo de venezolanos residentes en la ciudad de Nueva York, bajo la dirección de Humberto Cabrera Sifontes, rodada en esa ciudad, ambienta situaciones propias de los llanos venezolanos, y su secuencia final, muestra a todos los personajes vestidos de rigurosa etiqueta, bailando joropo en el gran salón del Waldorf Astoria, considerado para la época uno de los hoteles más lujosos del mundo. Ese mismo año, regresa a Caracas para continuar con su carrera musical donde es pionero del Bolero, quién, además de interpretar géneros folclóricos y pasodobles, hizo popular al bolero mediante la radio, en las emisoras más influyentes de la época.
Lorenzo Herrera fue el pionero en llevar más allá de sus fronteras a la música venezolana, dando conciertos en Canadá, Estados Unidos, Colombia y  Argentina, entre otros países.

### Últimos años y fallecimiento
En 1959, Lorenzo Herrera firmó contrato con la empresa discográfica Alma Llanera para la cual grabó un disco LP que sería titulado Homenaje a Cuba. El acompañante fue el pianista cubano Rubén González con su conjunto orquestal, ya que se encontraba en Venezuela desde septiembre de 1957 cumpliendo un contrato artístico. El disco fue editado después de la muerte del cantante, gracias a su hijo Lorenzo Eduardo y su título fue cambiado a Unidad por el nombre del tema homónimo del poeta venezolano Esteban Jose Barrios.
Después de su última actuación en público en Caracas, en enero de 1960, el artista sufrió una bronquitis y era cuidado en casa de su hermana Cruz Herrera Marqfoy. Su enfermedad se complicó y sufrió un infarto cardíaco, siendo trasladado a una clínica de Caracas y de allí a un puesto de socorro. Sin embargo, no pudo recuperarse, falleciendo el 21 de enero de 1960.

## Repertorio
Entre las canciones célebres de Lorenzo Herrera, destacan: Luisa, Josefina, Rosalinda, El Bachaco, El Coletón, Mi Rancho, Compae Pancho, La Mula Rucia, Canta Ruiseñor, El Primer Amor, Chupa tu Mamey, Ya no sufras corazón, Vente pa´ca mi negra, Caminito del llano adentro, El Petróleo (1941), entre otras composiciones.

### Compae Pancho
Una de sus composiciones más famosas es el merengue Compae Pancho, aunque en la mayoría de los discos aparece como Compadre Pancho o Compay Pancho. Dicho tema, ha sido utilizado como punto de partida en la enseñanza de la ejecución del cuatro venezolano. 
Lorenzo Herrera fue conocido como el compositor de los 500 éxitos, ya que compuso más de 500 canciones, las cuales la mayoría eran en su tiempo, éxitos rotundos aunque hoy hayan sido olvidados.